# 엔터 키

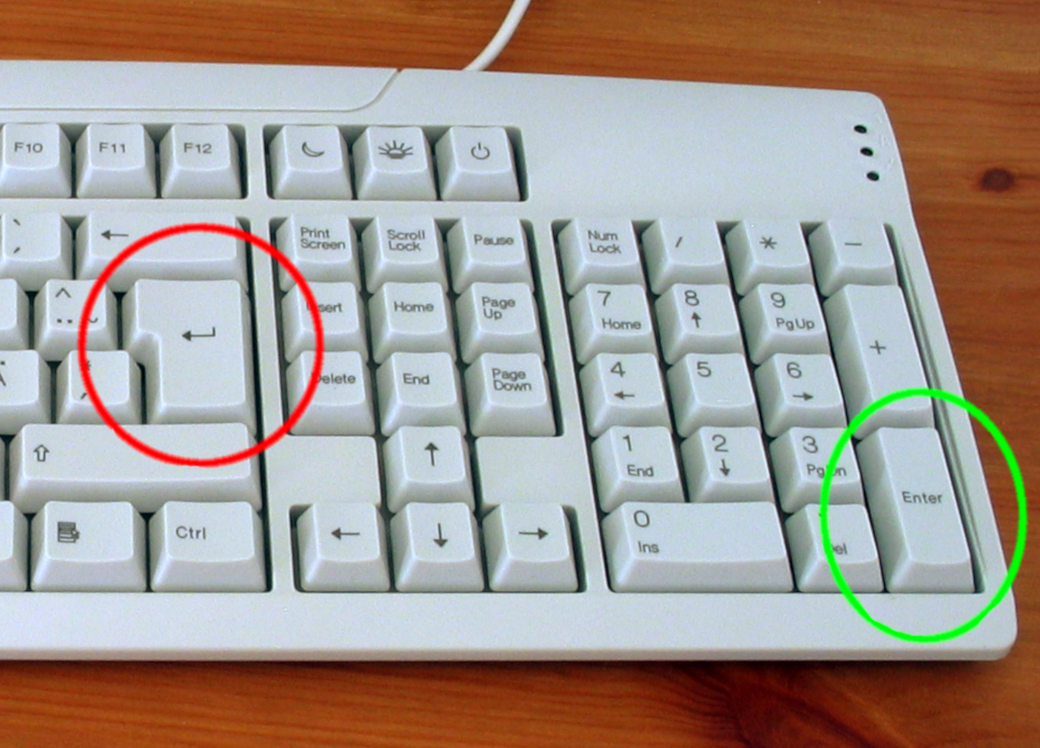
키보드에 있는 엔터 키의 위치

엔터 키(Enter key)는 컴퓨터 키보드에 있는 키이다. 매킨토시 전용 키보드, 대부분의 썬 마이크로시스템즈 전용 키보드에서는 리턴 키(Return key)라고 부르기도 한다.
캐리지 리턴과 함께 "Enter" 또는 "Return"이 쓰여져 있다. 명령어 인터프리터, 대화 상자에서는 컴퓨터에 입력하는 용도로, 문서 작성에서는 줄 바꿈을 위한 용도로 사용된다.

## 같이 보기
- 캐리지 리턴
- 숫자 키패드